# Летище „Манчестър“
Летище „Манчестър“ е летището в Манчестър, Централна Англия. Намира се на 13,9 километра югозападно от центъра на града. За 2015 година то е третото най-натоварено летище във Великобритания по брой превозени пътници. То е второто летище след Лондон „Хийтроу“ с 2 писти с дължина над 3000 метра. Аеропортът е свързан с 225 други посредством полети. Площта, която заема е 560 хектара.
Летището официално отваря врати на 25 юни 1938 година. Първоначално е именувано Летище Рингуей, по време на Втората световна война, като RAF Ringway и е било база за Кралските военновъздушни сили. Летището е притежание и се оперира от Manchester Airports Group (MAG).
През 2019 година аеропортът е обслужил над 29.4 милиона пътници въпреки капацитета от 50 милиона. Причината за недостигане на капацитета е, че летището може да обслужи 61 самолета на час.

## История

### Ранни години
Летище Манчестър, познато още като Летище Рингуей (в миналото) е започнато да се изгражда на 28 ноември 1935 година, отворено е частично юни 1937 година и изцяло пуснато в експлоатация на 25 юни 1938 година. Намира се в община Рингуей, северно от квартал Уилмслоу.
По време на Втората световна война е било база за Кралските военновъздушни сили. На него са се обучавали парашутисти и е било важна милитарна база. След войната летището уголемява размерите си. Летището е едно от най-натоварените в световен мащаб за редица години и второ след Лондон „Хийтроу“ в Европа.
През 1972 година магистрала M56 е пусната в експлоатация и облекчава трафика до летището. През 1993 година е пусната и жп гара в близост до летището. 8 години по-късно е построена и новата втора писта.

## Терминали и дестинации
Актуално към февруари 2020 година. 

### Терминал 1
Терминал 1 се използва за планирани и чартърни полети. Това е най-големият терминал. Площта, която заема е 110 000 м2. Отворено е през 1962 година от Принц Филип, Херцог на Единбург. То е хъб за easyJet, Jet2.com и Thomas Cook Airlines. Терминалът има 2 кея, 29 стоянки, 15 от които и пътнически ръкави. Изход 12 е пригоден специално за A380, който се оперира от Emirates, от Дубай до Манчестър. Капацитетът на терминала е 11 милиона пътника годишно. Бъдещите планове на терминала са той да бъде разрушен през 2022 година.
| Авиокомпания                  | Град – Летище |
| ----------------------------- | --- |
| Aegan Airlines                | Атина |
| Aer Lingus                    | Дъблин, Корк |
| Austrian Airlines             | Виена |
| Brussels Airlines             | Брюксел |
| easyJet                       | Аликанте, Амстердам, Атина, Базел/Мюлхаус, Барселона Ел Прат, Белфаст, Берлин Тегел, Билбао, Бордо, Будапеща, Венеция, Верона, Виена, Гибралтар, Гранада, Джърси, Женева, Катания, Копенхаген, Краков, Ланцароте, Лисабон, Малага, Малта, Маракеш, Милано Малпенса, Мюнхен, Ница, Палма, Пафос, Париж Шарл дьо Гол, Пиза, Порто, Прага, Рейкявик, Рим Фиумичино, Солун, София, Тел Авив, Тенерифе – юг, Фаро, Фунчал, Хамбург, Хургада |
| Emirates                      | Дубай Интърнешънъл |
| Etihad Airways                | Абу Даби |
| Eurowings                     | Дюселдорф |
| Jet2.com                      | Аликанте, Анталия, Барселона Ел Прат, Будапеща, Гран Канария, Инсбрук, Краков, Ланцароте, Лисабон, Малага, Малта, Палма де Майорка, Пафос, Прага, Рим „Фиумичино“, Тенерифе – юг, Фаро, Фуертевентура, Фунчал |
| Lufthansa                     | Мюнхен, Франкфурт |
| Scandinavian Airlines         | Берген, Копенхаген, Орхус, Осло, Ставангер, Стокхолм „Арланда“ |
| Swiss International Air Lines | Цюрих |
| TAP Portugal                  | Лисабон |
| Turkish Airlines              | Истанбул |

### Терминал 2
Терминал 2 се използва от много от останалите авиокомпании. Той отваря врати през 1993 година. Площта, която заема е 52 000 м2. Терминалът има 20 гишета, 14 от които са с ръкави. Терминалът е така проектиран и построен, че да има възможност за бъдещо разширяване. Капацитетът на терминала е 8 милиона души, като се очаква при евентуално разширение да нарасне до 25 милиона годишно. Терминалът е хъб за Monarch, Thomson Airways и Virgin Atlantic.
| Авиокомпания       | Град – Летище                       |
| ------------------ | ----------------------------------- |
| Hainan Airlines    | Пекин                               |
| Qatar Airways      | Доха                                |
| Saudia             | Джеда                               |
| Singapore Airlines | Сингапур, Хюстън                    |
| United Airlines    | Нюарк                               |
| Virgin Atlantic    | Атланта, Барбадос, Ню Йорк, Орландо |

### Терминал 3
Терминал 3 отваря врати през 1989 година. Открит е от Принцеса Даяна, принцеса на Уелс. Първоначално е известен като „Терминал A“, и е преименуван няколко пъти преди да получи днешното си име – Терминал 3. Това се случва през 1998 година. Площта, която заема е 44 400 м2. Терминалът е хъб за British Airways. От него се изпълняват вътрешни и международни полети.
| Авиокомпания      | Град – Летище |
| ----------------- | --- |
| Air France        | Париж „Шарл дьо Гол“ |
| American Airlines | Филаделфия |
| British Airways   | Билун, Лондон Сити, Лондон Хийтроу |
| Flybe             | Абърдийн, Амстердам, Белфаст, Джърси, Дюселдорф, Единбург, Ексетър, Лион, Люксембург, Нюкий, Париж Шарл дьо Гол, Саутхемптън, Хановер, Щутгарт |
| Iberia Express    | Мадрид |
| KLM               | Амстердам |
| Ryanair           | Агадир, Айндховен, Аликанте, Барселона Ел Прат, Берлин Шьонефелд, Болун, Болоня, Бордо, Братислава, Брюксел Шарлероа, Будапеща, Валенсия, Варшава Модлин, Венеция Тревизо, Вроцлав, Гданск, Гьотеборг, Дъблин, Жешов, Каркасон, Катовице, Кери, Киев – Бориспол, Копенхаген, Краков, Кьолн/Бон, Ланцароте, Лимож, Лисабон, Мадрид, Малага, Малта, Маракеш, Марсилия, Милано Бергамо, Милано Малпенса, Мурсия, Нант Наполи, Палма де Майрока, Париж Бове, Пиза, Порто, Прага, Рига, Рим Чампино, Сандефьорд, Севиля, Солун, Тенерифе – юг, Фуертвентура, Шанон, |
| Vueling           | Барселона Ел Прат |

## Статистики

### Пътници
Броят на пътниците на летището достига връхна точка през 2015 година, когато са обслужени над 23,1 милиона души. Това е с над 5% увеличение в сравнение с предходната (2014) година. Така летището в Манчестър се нарежда на 3-то място сред най-натоварените британски летища.

### Най-натоварени дестинации
| №  | Държава                    | Летище             | Брой пътници |
| -- | -------------------------- | ------------------ | ------------ |
| 1  | Нидерландия                | Амстердам Схипхол  | 1 035 37     |
| 2  | Обединени арабски емирства | Дубай Интернешънъл | 1 000 214    |
| 3  | Ирландия                   | Дъблин             | 980 158      |
| 4  | Испания                    | Тенерифе – юг      | 798 954      |
| 5  | Испания                    | Аликанте           | 748 982      |
| 6  | Испания                    | Палма де Майорка   | 720 393      |
| 7  | Великобритания             | Лондон Хийтроу     | 776 369      |
| 8  | Франция                    | Париж Шарл дьо Гол | 477 743      |
| 9  | Испания                    | Малага             | 556 720      |
| 10 | Германия                   | Франкфурт          | 526 188      |

## Операции

### Писти
Пистите на летището са дълги съответно 3048 и 3200 метра. Там са кацали самолети от типовете: „Антонов Ан-225 МРИЯ“, „Антонов Ан-124 Руслан“, „Боинг B747-400“, „Боинг B747-300“, „Боинг B747-200“, „Еърбъс А380“, „Конкорд“ и мн. др.

### Контролна кула
Новата контролна кула е отворена на 25 юни 2013 година. Висока е 60 метра и е втората най-висока контролна кула във Великобритания.